# Communauté de communes du Pays Houdanais
Pour les articles homonymes, voir CCPH.
La communauté de communes du Pays Houdanais (CCPH) est une communauté de communes française, située dans les départements d'Eure-et-Loir et des Yvelines et dans les régions Centre-Val de Loire et Île-de-France.

## Historique
- 1er janvier 1998 : création de la communauté de communes, avec onze communes adhérentes
- 1er janvier 2003 : adhésion de la commune de Saint-Lubin-de-la-Haye
- 30 décembre 2004 : adhésion de la commune d'Orvilliers
- 1er janvier 2006 : adhésion de 19 communes des Yvelines ; la communauté de communes étend considérablement son territoire, triple presque sa population et couvre désormais tout le canton de Houdan à l'exception de quatre communes (Gambais, La Hauteville, Orgerus et Le Tartre-Gaudran).
- 31 décembre 2009 : adhésion de la commune d'Orgerus
- 1er janvier 2015 : fusion de Champagne dans Goussainville ; la communauté de communes ne compte plus que 36 communes.

## Territoire communautaire

### Géographie
La communauté de communes est composée de quatre communes d'Eure-et-Loir et trente-deux des Yvelines.

### Composition
La communauté de communes est composée des 36 communes suivantes :

| Nom                     | Code Insee | Gentilé         | Superficie (km2) | Population (dernière pop. légale) | Densité (hab./km2) |
| ----------------------- | ---------- | --------------- | ---------------- | --------------------------------- | ------------------ |
| Houdan (siège)          | 78310      | Houdanais       | 10,39            | 3 716 (2022)                      | 358                |
| Adainville              | 78006      | Adainvillois    | 10,16            | 647 (2022)                        | 64                 |
| Bazainville             | 78048      | Bazainvillois   | 12,03            | 1 456 (2022)                      | 121                |
| Boinvilliers            | 78072      | Villiérois      | 3,59             | 246 (2022)                        | 69                 |
| Boissets                | 78076      | Boissetins      | 3,9              | 291 (2022)                        | 75                 |
| Bourdonné               | 78096      | Bourdonnérens   | 10,76            | 506 (2022)                        | 47                 |
| Boutigny-Prouais        | 28056      | Boutipraciens   | 32,5             | 1 708 (2022)                      | 53                 |
| Civry-la-Forêt          | 78163      | Civryens        | 9,4              | 369 (2022)                        | 39                 |
| Condé-sur-Vesgre        | 78171      | Condéens        | 10,71            | 1 264 (2022)                      | 118                |
| Courgent                | 78185      | Courgentais     | 2,02             | 398 (2022)                        | 197                |
| Dammartin-en-Serve      | 78192      | Dammartinois    | 13,98            | 1 417 (2022)                      | 101                |
| Dannemarie              | 78194      | Dannemariens    | 3,44             | 226 (2022)                        | 66                 |
| Flins-Neuve-Église      | 78237      | Flinois         | 1,23             | 160 (2022)                        | 130                |
| Goussainville           | 28185      | Goussainvillois | 13,04            | 1 340 (2022)                      | 103                |
| Grandchamp              | 78283      | Magnicampois    | 6,05             | 302 (2022)                        | 50                 |
| Gressey                 | 78285      | Gresseyais      | 7,11             | 539 (2022)                        | 76                 |
| La Hauteville           | 78302      | Hautevillois    | 4,86             | 165 (2022)                        | 34                 |
| Havelu                  | 28193      |                 | 3,7              | 131 (2022)                        | 35                 |
| Longnes                 | 78346      | Longnais        | 13,76            | 1 582 (2022)                      | 115                |
| Maulette                | 78381      | Maulettois      | 7,89             | 1 054 (2022)                      | 134                |
| Mondreville             | 78413      | Mondrevillois   | 4,4              | 390 (2022)                        | 89                 |
| Montchauvet             | 78417      | Montécalvétiens | 7,98             | 285 (2022)                        | 36                 |
| Mulcent                 | 78439      | Mulcentois      | 3,54             | 117 (2022)                        | 33                 |
| Orgerus                 | 78465      | Orgerussiens    | 14,34            | 2 484 (2022)                      | 173                |
| Orvilliers              | 78474      | Orvillierois    | 5,94             | 935 (2022)                        | 157                |
| Osmoy                   | 78475      | Osmoyens        | 2,59             | 407 (2022)                        | 157                |
| Prunay-le-Temple        | 78505      | Prunaysiens     | 6,77             | 410 (2022)                        | 61                 |
| Richebourg              | 78520      | Richebourgeois  | 10,55            | 1 571 (2022)                      | 149                |
| Rosay                   | 78530      | Roséens         | 4,54             | 386 (2022)                        | 85                 |
| Saint-Lubin-de-la-Haye  | 28347      | Léobiniens      | 14,32            | 950 (2022)                        | 66                 |
| Saint-Martin-des-Champs | 78565      | Saint-Martinois | 6,21             | 304 (2022)                        | 49                 |
| Septeuil                | 78591      | Septeuillais    | 9,4              | 2 234 (2022)                      | 238                |
| Tacoignières            | 78605      | Tacoignièrois   | 3,17             | 1 194 (2022)                      | 377                |
| Le Tartre-Gaudran       | 78606      |                 | 4,28             | 37 (2022)                         | 8,6                |
| Tilly                   | 78618      | Tillois         | 7,8              | 529 (2022)                        | 68                 |
| Villette                | 78677      | Villettois      | 4,63             | 537 (2022)                        | 116                |

### Démographie
| 1968   | 1975   | 1982   | 1990   | 1999   | 2009   | 2014   | 2020   |
| ------ | ------ | ------ | ------ | ------ | ------ | ------ | ------ |
| 12 643 | 15 401 | 19 052 | 22 992 | 25 433 | 27 910 | 28 970 | 29 907 |

## Administration

### Siège
Le siège de la communauté de communes est situé au 22, porte d’Épernon à Maulette.

### Les élus
Le conseil communautaire de la communauté de communes se compose de 56 conseillers, élus pour une durée de six ans.
Ils sont répartis comme suit :
| Nombre de conseillers par commune | Communes                                                                              |
| --------------------------------- | ------------------------------------------------------------------------------------- |
| 7                                 | Houdan                                                                                |
| 4                                 | Orgerus, Septeuil                                                                     |
| 3                                 | Boutigny-Prouais                                                                      |
| 2                                 | Bazainville, Condé-sur-Vesgre, Dammartin-en-Serve, Goussainville, Longnes, Richebourg |
| 1 (+1 suppléant)                  | les 26 autres communes                                                                |

### Présidence
| Période                                  | Période  | Identité            | Étiquette | Qualité                                          |
| ---------------------------------------- | -------- | ------------------- | --------- | ------------------------------------------------ |
| 1998                                     | 2012     | Jean-Marie Tétart   | LR        | Maire de Houdan (depuis 1995) Député (2012-2017) |
| 2012                                     | 2020     | Jean-Jacques Mansat | DVD       | Maire de Tacoignières (1995-2020)                |
| 2020                                     | En cours | Jean-Marie Tétart   | LR        | Maire de Houdan (depuis 1995) Député (2012-2017) |
| Les données manquantes sont à compléter. |          |                     |           |                                                  |

Vice-présidents
Le bureau communautaire est composé de 16 membres dont 6 vice-présidents :
|     | Attributions | Identité          | Étiquette | Qualité                      |
| --- | --- | ----------------- | --------- | ---------------------------- |
| 1re | Voirie, pistes cyclables, aménagement numérique et charte paysagère                                                  | Josette Jean      | LR        | Maire de Condé-sur-Vesgre    |
| 2e  | Services à la personne, enfance, jeunesse et affaires scolaires                                                      | Julien Rivière    | SE        | Adjoint au Maire de Septeuil |
| 3e  | SPANC, rivières et ruissellements                                                                                    | Sylvain Rouland   | DVD       | Maire de Bourdonné           |
| 4e  | Développement économique, commerce, emploi, tourisme et chemins verts                                                | Bernadette Courty | SE        | Maire de Richebourg          |
| 5e  | Bâtiments, piscine et transports                                                                                     | Jean Myotte       | SE        | Maire de Prunay-le-Temple    |
| 6e  | Vie associative, sport, culture, animation culturelle, événements d’intérêt communautaire et réseau des médiathèques | Michel Cadot      | DVD       | Maire de Goussainville       |

Autres membres du bureau communautaire
- Jean-Paul Baudot, maire de Grandchamp
- Jacques Bazire, maire de Mondreville
- Bernadette Courty, maire de Richebourg
- Guy Duval, maire de Havelu
- Daniel Férédié , maire de Bazainville
- Bruno Marmin, maire de Rosay
- Jean-Marie Tétart, maire de Houdan
- Éric Tondu, maire de Maulette
- Jean-Michel Verplaetse, maire d'Orgerus

### Compétences
- Aménagement de l'espace communautaire
- Développement économique
- Aménagement, entretien et gestion des aires d’accueil des gens du voyage
- Collecte et traitement des déchets des ménages et déchets assimilés
- Gestion des milieux aquatiques et préventions des inondations
- Assainissement collectif et non collectif
- Eau

### Régime fiscal et budget
Le régime fiscal de la communauté de communes est la fiscalité professionnelle unique (FPU).

## Pour approfondir